# Lilya Zilberstein
Pour les articles homonymes, voir Zilberstein.
Lilia Zilberstein (en russe : Лилия Зильберштейн), née à Moscou (Union soviétique) le 19 avril 1965, est une pianiste russe et allemande.

## Biographie
Lilia Zilberstein a commencé ses études de piano à l'âge de cinq ans. Après sa formation dans des institutions de musique de Moscou, elle a obtenu son diplôme en 1988. Mais en 1987, déjà, elle avait gagné le premier prix au Concours Feruccio Busoni de Bolzano.
Dès 1988, elle part en tournée et rencontrera des gens célèbres comme Claudio Abbado, Martha Argerich, Maxim Vengerov.
Son répertoire comprend la totalité de l'œuvre de Rachmaninov, dont le deuxième et troisième concerto paru chez DGG.